# Парнарама

Парнарама на карте штата.

Парнарама (порт. Parnarama) — муниципалитет в Бразилии, входит в штат Мараньян. Составная часть мезорегиона Восток штата Мараньян. Входит в экономико-статистический микрорегион Кашиас. Население составляет 34 586 человек на 2010 год. Занимает площадь 3240,491 км². Плотность населения — 10,67 чел./км².

## Демография
Согласно сведениям, собранным в ходе переписи 2010 г. Национальным институтом географии и статистики (IBGE), население муниципалитета составляет:
| Полное население                               | Полное население                               | Полное население                               | Полное население                               | 34 586 |
| ---------------------------------------------- | ---------------------------------------------- | ---------------------------------------------- | ---------------------------------------------- | ------ |
| в том числе:                                   | Городское население                            | 13 530                                         | Процент городского населения, %                | 39,12  |
|                                                | Сельское население                             | 21 056                                         | Процент сельского населения, %                 | 60,88  |
|                                                | Мужское население                              | 17 524                                         | Процент мужского населения, %                  | 50,67  |
|                                                | Женское население                              | 17 062                                         | Процент женского населения, %                  | 49,33  |
| Плотность населения, чел/км²                   | Плотность населения, чел/км²                   | Плотность населения, чел/км²                   | Плотность населения, чел/км²                   | 10,67  |
| Население муниципалитета в % к населению штата | Население муниципалитета в % к населению штата | Население муниципалитета в % к населению штата | Население муниципалитета в % к населению штата | 0,53   |

По данным оценки 2016 года, население муниципалитета составляет 34 146 жителей.

## История
Город основан 10 апреля 1949 года. 

## Статистика
- Валовой внутренний продукт на 2003 год составляет 36 220 141,00 реалов (данные: Бразильский институт географии и статистики).
- Валовой внутренний продукт на душу населения на 2003 год составляет 1100,11 реалов (данные: Бразильский институт географии и статистики).
- Индекс развития человеческого потенциала на 2000 год составляет 0,558 (данные: Программа развития ООН).